# Santa Clara, Córdoba
Santa Clara är en ort i Mexiko.   Den ligger i kommunen Córdoba och delstaten Veracruz, i den sydöstra delen av landet, 230 km öster om huvudstaden Mexico City. Santa Clara ligger 982 meter över havet och antalet invånare är 551.
Terrängen runt Santa Clara är huvudsakligen kuperad, men den allra närmaste omgivningen är platt. Runt Santa Clara är det tätbefolkat, med 550 invånare per kvadratkilometer. Närmaste större samhälle är Córdoba, 5,3 km sydost om Santa Clara. Trakten runt Santa Clara består till största delen av jordbruksmark.